# David R. Ellis
David Richard Ellis (Santa Monica, 1952. szeptember 8. – Johannesburg, 2013. január 7.) amerikai filmrendező és kaszkadőr. 
Több tucat filmben és televíziós sorozatban szerepelt, köztük a Családi vakáció, a Baywatch, a Halálos fegyver és a Férfias játékok című művekben.
Másodrendezőként vett részt olyan filmek elkészítésében, mint a Waterworld – Vízivilág, a Harry Potter és a bölcsek köve, a Mátrix – Újratöltve és a Kapitány és katona: A világ túlsó oldalán. Filmrendezései közt leginkább thrillerek és horrorfilmek találhatóak: Végső állomás 2., Kígyók a fedélzeten, Végső állomás 4. és Cápák éjszakája.

## Halála
2013. január 7-én Ellis holttestét a dél-afrikai Johannesburgban található szállodai szobájának fürdőszobájában fedezték fel. Akkoriban a Kite című film rendezésére készült. A halál okát nem hozták nyilvánosságra; a rendőrség szerint nem gyanakodtak idegenkezűségre.

## Filmográfia

### Rendezőként
| Év   | Magyar cím                                 | Eredeti cím                              | Költségvetés              | Bevétel világszerte      |
| ---- | ------------------------------------------ | ---------------------------------------- | ------------------------- | ------------------------ |
| 1996 | Úton hazafelé 2. – Kaland San Franciscóban | Homeward Bound II: Lost in San Francisco | N/A                       | 32,8 millió dollár (USA) |
| 2003 | Végső állomás 2.                           | Final Destination 2                      | 26 millió dollár          | 90,4 millió dollár       |
| 2004 | Mobil                                      | Cellular                                 | 25 millió dollár          | 56,4 millió dollár       |
| 2006 | Kígyók a fedélzeten                        | Snakes on a Plane                        | 33 millió dollár          | 62 millió dollár         |
| 2008 | Rémségek háza                              | Asylum                                   | 11 millió amerikai dollár | N/A (DVD-film)           |
| 2009 | Végső állomás 4.                           | The Final Destination                    | 40 millió dollár          | 186 millió dollár        |
| 2011 | Cápák éjszakája                            | Shark Night                              | 28 millió dollár          | 40 millió dollár         |

## Fordítás
- Ez a szócikk részben vagy egészben  a   David R. Ellis című angol Wikipédia-szócikk fordításán alapul.  Az eredeti cikk szerkesztőit annak laptörténete sorolja fel. Ez a jelzés csupán a megfogalmazás eredetét és a szerzői jogokat jelzi, nem szolgál a cikkben szereplő információk forrásmegjelöléseként.